# Victor Crowley (película)
Victor Crowley es una película slasher estadounidense estrenada en 2017. Escrita y dirigida por Adam Green, es la cuarta entrega de la franquicia Hatchet y una secuela de Hatchet 3. Kane Hodder regresa al papel del asesino titular Victor Crowley

## Argumento
En 2016, el sobreviviente de la masacre de Honey Island, Andrew Yong (Parry Shen), va junto a un grupo de adolescentes que planean conseguir que Andrew los ayude a filmar un tráiler simulado de una película B sobre la masacre de Crowley. Pero lo que ninguno de ellos esperaba es que Victor Crowley todavía estaría vivo dispuesto a despedazar a cualquiera que se acerque al pantano de Honey Island, lo que hace que su viaje para conseguir la filmación se convierta en una verdadera pesadilla.

## Reparto
- Parry Shen como Andrew Yong
- Laura Ortiz como Rose
- Dave Sheridan como Dillon
- Kane Hodder como Victor Crowley
- Krystal Joy Brown como Sabrina
- Felissa Rose como Kathleen
- Brian Quinn como Austin
- Tiffany Shepis como Casey
- Chase Williamson como Alex
- Katie Booth como Chloe
- Kelly Vrooman como Sue
- Jonah Ray como Del
- Tyler Mane como Bernard
- Blake Woodruff como Zach
- Tony Todd como reverendo Zombi

Además, Danielle Harris repite su papel de Marybeth Dunston de Hatchet II y Hatchet 3 en la escena de los créditos intermedios de la película.
- Datos: Q43259908